# Liste der Baudenkmale in Heiligengrabe
In der Liste der Baudenkmale in Heiligengrabe  sind alle Baudenkmale der brandenburgischen Gemeinde Heiligengrabe und ihrer Ortsteile aufgelistet. Grundlage ist die Veröffentlichung der Landesdenkmalliste mit dem Stand vom 31. Dezember 2020.

## Baudenkmale
In den Spalten befinden sich folgende Informationen:
- ID-Nr.: Die Nummer wird vom Brandenburgischen Landesamt für Denkmalpflege vergeben. Ein Link hinter der Nummer führt zum Eintrag über das Denkmal in der Denkmaldatenbank. In dieser Spalte kann sich zusätzlich das Wort Wikidata befinden, der entsprechende Link führt zu Angaben zu diesem Denkmal bei Wikidata.
- Lage: die Adresse des Denkmales und die geographischen Koordinaten. Link zu einem Kartenansichtstool, um Koordinaten zu setzen. In der Kartenansicht sind Denkmale ohne Koordinaten mit einem roten beziehungsweise orangen Marker dargestellt und können in der Karte gesetzt werden. Denkmale ohne Bild sind mit einem blauen bzw. roten Marker gekennzeichnet, Denkmale mit Bild mit einem grünen beziehungsweise orangen Marker.
- Bezeichnung: Bezeichnung in den offiziellen Listen des Brandenburgischen Landesamtes für Denkmalpflege. Ein Link hinter der Bezeichnung führt zum Wikipedia-Artikel über das Denkmal.
- Beschreibung: die Beschreibung des Denkmales
- Bild: ein Bild des Denkmales und gegebenenfalls einen Link zu weiteren Fotos des Baudenkmals im Medienarchiv Wikimedia Commons

### Blandikow
| ID-Nr.            | Lage                                | Bezeichnung             | Beschreibung | Bild                    |
| ----------------- | ----------------------------------- | ----------------------- | --- | ----------------------- |
| 09170771 Wikidata | Blandikower Dorfstraße (Lage)       | Dorfkirche              | Die evangelische Dorfkirche wurde 1886/1887 erbaut. Dabei wurde ein spätgotische Vorgängerbau genutzt. Die Ausstattung ist aus der Bauzeit. | weitere Bilder          |
| 09170884          | Blandikower Dorfstraße 24 (Lage)    | Schule (heute Wohnhaus) | | Schule (heute Wohnhaus) |
| 09170885          | Blandikower Dorfstraße 59/60 (Lage) | Doppelwohnhaus          | | Doppelwohnhaus          |

### Blesendorf
| ID-Nr.            | Lage                                 | Bezeichnung                                                    | Beschreibung | Bild                                                           |
| ----------------- | ------------------------------------ | -------------------------------------------------------------- | --- | -------------------------------------------------------------- |
| 09170772 Wikidata | Blesendorfer Dorfstraße (Lage)       | Dorfkirche                                                     | Die evangelische Dorfkirche war ursprünglich ein frühgotischer Bau. im 15. Jahrhundert wurde der Querturm hinzugefügt, Oberteil und Dach wurden 1890 hinzugefügt. Das Bauwerk wurde möglicherweise Anfang des 19. Jahrhunderts erneuert. Im Inneren befindet sich eine klassizistische Hufeisenempore aus der Zeit Anfang des 19. Jahrhunderts. | weitere Bilder                                                 |
| 09171151          | Blesendorfer Dorfstraße 15/16 (Lage) | Doppelwohnhaus mit zwei Wirtschaftsgebäuden und Hofpflasterung | | Doppelwohnhaus mit zwei Wirtschaftsgebäuden und Hofpflasterung |
| 09170773          | Blesendorfer Dorfstraße 33 (Lage)    | Doppelstubenhaus                                               | | Doppelstubenhaus                                               |
| 09170774          | Blesendorfer Dorfstraße 53 (Lage)    | Taubenhaus                                                     | | Taubenhaus                                                     |

### Blumenthal
| ID-Nr.            | Lage                                  | Bezeichnung | Beschreibung | Bild |
| ----------------- | ------------------------------------- | --- | --- | --- |
| 09170115          | Blumenthaler Bahnhofstraße 5–6 (Lage) | Bahnhof, bestehend aus Empfangsgebäude mit Stellwerkhäuschen und Güterschuppen, Toilettenhaus, Wasserturm, Pumpenhäuschen, Bahnmeisterhaus und Waschhaus | Mit der Eröffnung der Bahnstrecke von Neustadt (Dosse) über Pritzwalk nach Meyenburg durch die Preußischen Staatsbahnen im Jahre 1887 erhielt Blumenthal seinen Bahnhof. | Bahnhof, bestehend aus Empfangsgebäude mit Stellwerkhäuschen und Güterschuppen, Toilettenhaus, Wasserturm, Pumpenhäuschen, Bahnmeisterhaus und Waschhaus |
| 09171216          | Parkweg 2 (Lage)                      | Wandgestaltung an der Schule | | Wandgestaltung an der Schule |
| 09171281 Wikidata | Straße der Solidarität 53 (Lage)      | Dorfkirche | Die evangelische Kirche stammt wahrscheinlich aus der Zeit Anfang des 16. Jahrhunderts. Im Jahre 1877 wurde der Turm gebaut. Im Inneren eine Orgel aus dem Jahre 1805.   | weitere Bilder |
| 09171655          | Straße der Solidarität 53 (Lage)      | Gefallenendenkmal | | Gefallenendenkmal |

### Dahlhausen
| ID-Nr.            | Lage                  | Bezeichnung | Beschreibung | Bild           |
| ----------------- | --------------------- | ----------- | --- | -------------- |
| 09171123 Wikidata | Horster Straße (Lage) | Dorfkirche  | Fachwerksaalkirche aus dem 16. Jahrhundert mit einem Backsteinturm von 1934. Sie besitzt kleine bemerkenswerte Kabinettscheiben, die Figuren und Wappen zeigen und zwischen 1679 und 1692 gestiftet wurden. | weitere Bilder |

### Glienicke
| ID-Nr.            | Lage                 | Bezeichnung | Beschreibung | Bild           |
| ----------------- | -------------------- | ----------- | --- | -------------- |
| 09170801 Wikidata | Schinkelplatz (Lage) | Dorfkirche  | Die evangelische Kirche wurde 1815 erbaut. Es ist ein Backsteinbau mit oktogonalem Grundriss. Der Entwurf für die Kirche stammt von Schinkel. Innenraumgestaltung aus der Bauzeit. | weitere Bilder |

### Grabow
| ID-Nr.            | Lage                       | Bezeichnung                  | Beschreibung | Bild                  |
| ----------------- | -------------------------- | ---------------------------- | --- | --------------------- |
| 09170606          | Ausbau 7 (Lage)            | Wassermühle, „Kuckucksmühle“ | | BW                    |
| 09171184 Wikidata | Blumenthaler Straße (Lage) | Dorfkirche                   | Die evangelische Kirche wurde 1595 erbaut. In der zweiten Hälfte des 18. Jahrhunderts wurde die Kirche um zwei Gefache verlängert, der Dachturm kam 1792 hinzu.                                                   | weitere Bilder        |
| 09170890          | Blumenthaler Straße (Lage) | Gutshaus mit Gutspark        | Das ehemalige Herrenhaus wurde 1912–1914 nach Entwurf von Paul Schultze-Naumburg erbaut. Der anderthalbgeschossige Bau mit Mansardwalmdach zeigt zum Hof hin einen dreiachsigen Mittelrisalit mit Dreiecksgiebel. | Gutshaus mit Gutspark |

### Heiligengrabe
| ID-Nr.            | Lage                      | Bezeichnung | Beschreibung | Bild           |
| ----------------- | ------------------------- | --- | ------------ | -------------- |
| 09170813 Wikidata | Maulbeerwalder Weg (Lage) | Dorfkirche |              | weitere Bilder |
| 09170807          | Pritzwalker Straße (Lage) | Kloster Stift zum Heiligen Grabe, ehemals Zisterzienserinnenkloster (Diakonissenhaus und Pflegeheim), bestehend aus Stiftskirche, Klausur mit Brunnenhaus, Heiliggrabkapelle („Blutkapelle“), Fachwerk-Wohngebäuden und Gartenanlage |              | weitere Bilder |
| 09171070          | Pritzwalker Straße (Lage) | Gutshof des Klosters, bestehend aus drei Wirtschaftsgebäuden |              | weitere Bilder |

### Herzsprung
| ID-Nr.            | Lage                           | Bezeichnung                                                                      | Beschreibung | Bild                                                                             |
| ----------------- | ------------------------------ | -------------------------------------------------------------------------------- | --- | -------------------------------------------------------------------------------- |
| 09170815 Wikidata | Herzsprunger Dorfstraße (Lage) | Dorfkirche                                                                       | Die Kirche wurde um 1500 an einer Anhöhe erbaut. Es ist ein rechteckiger Saalbau aus Feldsteinen. Im Jahre 1857 wurde die Kirche um eine Apsis und einen Chorturm erweitert. Im Inneren befindet sich eine Westempore aus dem Jahr 1596. | weitere Bilder                                                                   |
| 09170818          | (Lage)                         | Grabstätte für polnische und jugoslawische Gefallene, auf dem Friedhof           | | Grabstätte für polnische und jugoslawische Gefallene, auf dem Friedhof           |
| 09170817          | (Lage)                         | Grabstätte für 17 Opfer des Konzentrationslagers Sachsenhausen, auf dem Friedhof | | Grabstätte für 17 Opfer des Konzentrationslagers Sachsenhausen, auf dem Friedhof |
| 09170816          | Fretzdorfer Straße (Lage)      | Gedenkstein für Opfer des Konzentrationslagers Sachsenhausen (Todesmarsch, 1945) | | Gedenkstein für Opfer des Konzentrationslagers Sachsenhausen (Todesmarsch, 1945) |

### Horst
| ID-Nr.   | Lage              | Bezeichnung                                                                                   | Beschreibung | Bild                                                                                          |
| -------- | ----------------- | --------------------------------------------------------------------------------------------- | ------------ | --------------------------------------------------------------------------------------------- |
| 09171011 | Burghof 10 (Lage) | Burgruine                                                                                     |              | Burgruine                                                                                     |
| 09171012 | Burghof 10 (Lage) | Gutshaus                                                                                      |              | Gutshaus                                                                                      |
| 09171081 | Burghof 10 (Lage) | Gutshof, bestehend aus Verwalterhaus, Wohnhaus, Forsthaus, drei Wirtschaftsgebäuden und Mühle |              | Gutshof, bestehend aus Verwalterhaus, Wohnhaus, Forsthaus, drei Wirtschaftsgebäuden und Mühle |
| 09171014 | Burghof 10 (Lage) | Gutspark                                                                                      |              | Gutspark                                                                                      |
| 09171015 | Burghof 10 (Lage) | Ehemalige Berufsschule mit Sozialtrakt                                                        |              | Ehemalige Berufsschule mit Sozialtrakt                                                        |
| 09171013 | Dorfstraße (Lage) | Gutskapelle                                                                                   |              | Gutskapelle                                                                                   |

### Jabel
| ID-Nr.            | Lage                         | Bezeichnung                                                | Beschreibung | Bild           |
| ----------------- | ---------------------------- | ---------------------------------------------------------- | ------------ | -------------- |
| 09170819 Wikidata | Jabeler Dorfstraße (Lage)    | Dorfkirche                                                 |              | weitere Bilder |
| 09170891          | Jabeler Dorfstraße 1 (Lage)  | Altlutherische Kirche mit Pfarrhaus und Wirtschaftsgebäude |              | weitere Bilder |
| 09170820          | Jabeler Dorfstraße 20 (Lage) | Wohnhaus                                                   |              | Wohnhaus       |

### Königsberg
| ID-Nr.            | Lage                              | Bezeichnung | Beschreibung | Bild           |
| ----------------- | --------------------------------- | ----------- | --- | -------------- |
| 09170821 Wikidata | Königsberger Dorfstraße (Lage)    | Dorfkirche  | Der Turm der evangelischen Kirche wurde zwischen 1480 und 1482 an den Vorgängerbau angefügt. Der Vorgängerbau wurde Anfang des 16. Jahrhunderts abgerissen, es wurde eine neue Kirche gebaut. Der Altaraufsatz im Inneren wurde 1631 errichtet, die Kanzel stammt aus dem Jahr 1630. Die Orgel wurde 1844 von F. H. Lütkemüller erbaut. | weitere Bilder |
| 09171093          | Königsberger Dorfstraße 48 (Lage) | Gutshaus    | Das ehemalige Herrenhaus wurde lange als Schule genutzt und ist nach aufwendiger Sanierung seit einigen Jahren in privater Hand. Erbaut wurde das Herrenhaus im Kern im 18. Jahrhundert, allerdings wurde es im 19. Jahrhundert im klassizistischen Stil umgebaut.                                                                      | Gutshaus       |

### Liebenthal
| ID-Nr.   | Lage                              | Bezeichnung | Beschreibung | Bild           |
| -------- | --------------------------------- | ----------- | ------------ | -------------- |
| 09171074 | Liebenthaler Dorfstraße 18 (Lage) | Dorfkirche  |              | weitere Bilder |
| 09170897 | Liebenthaler Dorfstraße 32 (Lage) | Wohnhaus    |              | Wohnhaus       |

### Maulbeerwalde
| ID-Nr.            | Lage                                               | Bezeichnung | Beschreibung | Bild |
| ----------------- | -------------------------------------------------- | --- | ------------ | --- |
| 09170824          | Am Schlosspark 5, 6, 7, 11, Jägerstraße 1,2 (Lage) | Wirtschaftshof der Gutsanlage Maulbeerwalde, bestehend aus Gutsinspektor-, Förster- und Stellmacherhaus mit Nebengebäuden, Stallgebäude, Wiegehaus, zwei Landarbeiterhäusern mit Nebengebäuden und Torpfeilern |              | [[Vorlage:Bilderwunsch/code!/C:53.180274,12.341791!/D:Am Schlosspark 5, 6, 7, 11, Jägerstraße 1,2, Wirtschaftshof der Gutsanlage Maulbeerwalde, bestehend aus Gutsinspektor-, Förster- und Stellmacherhaus mit Nebengebäuden, Stallgebäude, Wiegehaus, zwei Landarbeiterhäusern mit Nebengebäuden und Torpfeilern!/\|BW]] |
| 09170822 Wikidata | Am Schlosspark (Lage)                              | Gutskapelle |              | weitere Bilder |
| 09170823          | Am Schlosspark 10 (Lage)                           | Gutshaus mit Gutspark |              | Gutshaus mit Gutspark |
| 09170825          | Maulbeerwalder Dorfstraße 32 (Lage)                | Nachtwächterhaus und Glockenstuhl |              | Nachtwächterhaus und Glockenstuhl |

### Papenbruch
| ID-Nr.            | Lage                              | Bezeichnung | Beschreibung | Bild           |
| ----------------- | --------------------------------- | ----------- | --- | -------------- |
| 09170829 Wikidata | Papenbrucher Dorfstraße (Lage)    | Dorfkirche  | Die evangelische Dorfkirche wurde 1834 im Stil der romantischen Neugotik errichtet. Erbaut wurde die Kirche aus Feldsteinen, der Oberteil des Turmes ist aus Backstein. Der Turm ist mit einem Helm abgeschlossen. Das Dach der Kirche ist ein Satteldach. An jeder Seite befinden sich vier spitzbögige Fenster. Im Inneren ist die Ausstattung aus der Bauzeit. | weitere Bilder |
| 09170830          | Papenbrucher Dorfstraße 19 (Lage) | Pfarrhaus   | Das Pfarrhaus wurde 1819 erbaut. Es ist ein eingeschossiges Haus mit einem Krüppelwalmdach. | Pfarrhaus      |

### Rosenwinkel
| ID-Nr.            | Lage              | Bezeichnung | Beschreibung | Bild           |
| ----------------- | ----------------- | ----------- | --- | -------------- |
| 09170680 Wikidata | (Lage)            | Dorfkirche  | Die evangelische Dorfkirche wurde im Jahre 1666 erbaut. Es ist ein rechteckiger Fachwerkbau. Der 1769 angebaute Turm wurde 1987 abgerissen, der Giebel danach verputzt. Im Inneren befindet sich ein Kanzelaltar aus der Zeit um 1760 und eine Taufe aus der Zeit um 1800. | weitere Bilder |
| 09170926          | Kirchweg 1 (Lage) | Pfarrhaus   | | BW             |

### Wernikow
| ID-Nr.   | Lage                         | Bezeichnung | Beschreibung | Bild           |
| -------- | ---------------------------- | ----------- | --- | -------------- |
| 09170835 | Wernikower Dorfstraße (Lage) | Dorfkirche  | Die evangelische Dorfkirche stammt aus dem 13. Jahrhundert. Es ist ein Saalbau aus Feldstein. Der Turm wurde 1890 hinzugefügt. Im Inneren befindet sich eine Balkendecke. Die Hufeisenempore mit der Orgel stammt aus dem 19. Jahrhundert. Der hölzernen Altaraufsatz wurde 1722 erstellt. Die Kanzel stammt aus der Zeit Anfang des 17. Jahrhunderts. | weitere Bilder |

### Zaatzke
| ID-Nr.            | Lage               | Bezeichnung | Beschreibung | Bild           |
| ----------------- | ------------------ | ----------- | --- | -------------- |
| 09170867 Wikidata | Hauptstraße (Lage) | Dorfkirche  | Die evangelische Kirche ist im Ursprung eine barocke Kirche, sie wurde aber 1932 erneuert. Im Inneren ein Kanzelaltar aus der Zeit um 1700. | weitere Bilder |